# Nationale Technische Forschungsuniversität Irkutsk

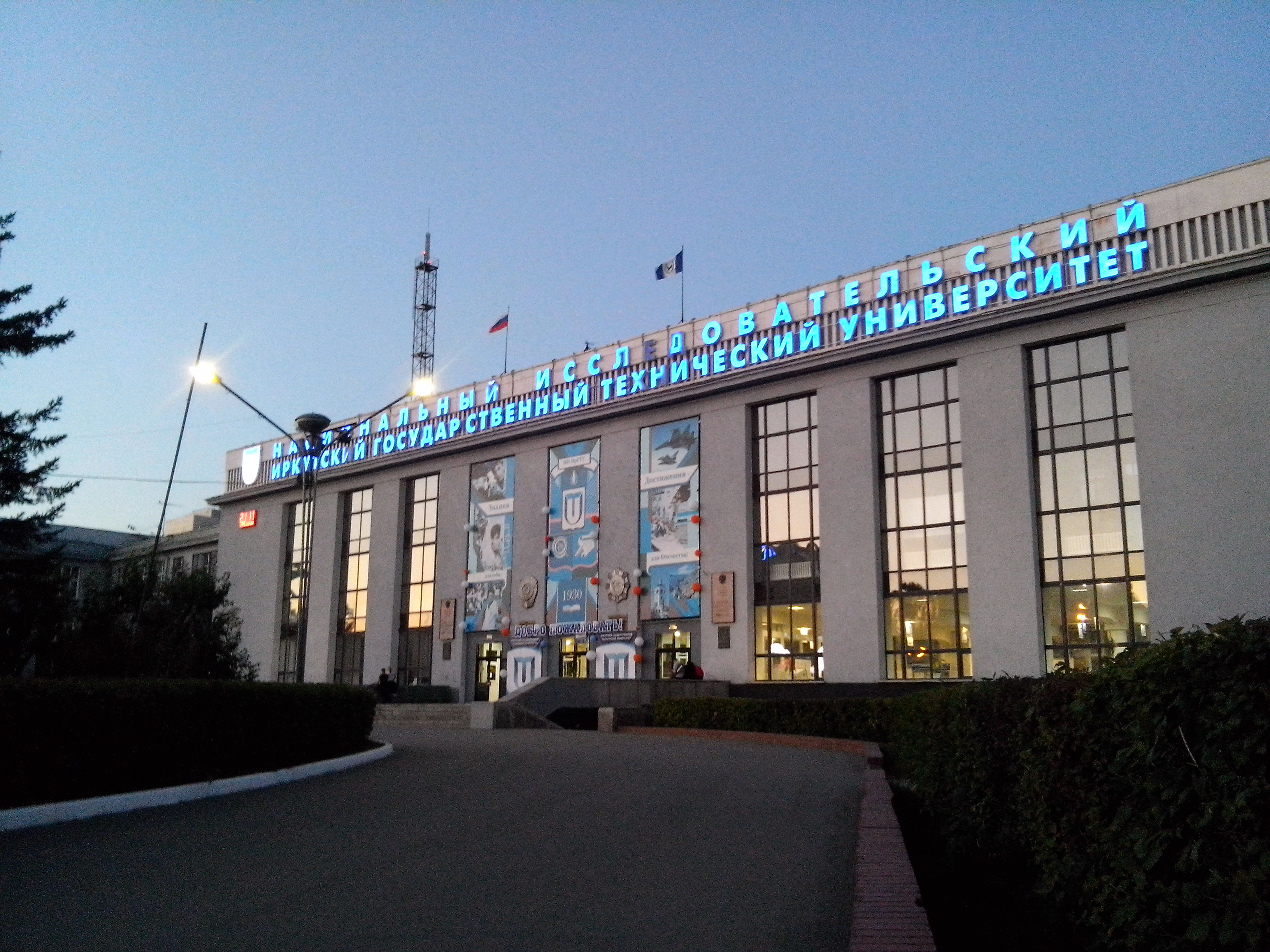
Forschungszentrum der TU Irkutsk

Die Nationale Technische Forschungsuniversität Irkutsk (russisch Иркутский национальный исследовательский технический университе Irkutskij nazionalnyj issledowatelskij technitscheskij uniwersite, englisch Irkutsk National Research Technical University) ist eine staatliche Technische Universität und Nationale Forschungsuniversität Russlands in Irkutsk mit insgesamt 28.000 Studenten und 1.100 wissenschaftlichen Angestellten. Derzeitiger Rektor der Universität ist Buglow Nikolai Alexandrowitsch.
1930 wurde das Sibirisches Bergbauinstitut gegründet und bestand damals aus den drei Fakultäten für Bergbau, Geologie und Metallurgie. Die Universität ist heute eine der größeren technischen Universitäten in Ostsibirien.

## Fakultäten und Fachrichtungen
Es gibt 12 Fakultäten mit über 50 Studienfachrichtungen:
- Fakultät für Architektur 
  - Architektur
  - Design des Wohnumfeldes
  - Sanierung und Restaurierung. Stadterneuerung
- Fakultät für Business und Management 
  - Betriebswirtschaft
  - Projektmanagement
  - Finanzen und Kredit
  - Weltwirtschaft
  - Volkswirtschaft
  - Qualitätsmanagement
- Fakultät für Geologie, Geoinformatik und Geoökologie 
  - Geologie und Erkundung der Bodenschätze
  - Erkundung von Grundwasser und Wassernachweis
  - Geologische Methoden der Erkundung der Bodenschätze
  - Technologie und Technik der Erkundung der Lagerstätten
  - Gas- und Erdölbohrung
  - Geoinformationstechnologien
  - Technologie der Kunstbearbeitung von Werkstoffen
- Fakultät für Bergbau 
  - Lebenssicherheit in Technik
  - Sicherheit technologischer Prozesse und Produktionen
  - Markscheidekunde
  - Unterirdischer Abbau der Lagerstätten
  - Tagebauarbeiten
  - Bergbaumaschinen und -ausrüstung
  - Elektrischer Antrieb und Automatik industrieller Anlagen und technologischer Komplexe
  - Angewandte Geodäsie
  - Kartografie
- Fakultät für Kunstwissenschaft 
  - Dekorativ-angewandte Kunst und volkseigenes künstlerisches Gewerbe
  - Design
  - Monumental-dekorative Kunst
  - Kunstwissenschaft
  - Kulturwissenschaften
- Fakultät für Kybernetik 
  - Automatisierungssysteme von Informationsverarbeitung und -steuerung
  - Rechenmaschinen, Komplexe, Systeme und Netzwerke
  - Informationssysteme in Technik und Technologien, Spezialisierung - Systeme zur Unterstützung und Entscheidungsfindung
- Fakultät für Jura, Soziologie und Massenmedien 
  - Jura
  - Soziologie
  - Soziale Arbeit
  - Soziale Pädagogik
  - Journalistik
  - Werbung
  - Psychologie
- Fakultät für Bauwesen und Stadtwirtschaft 
  - Industrie- und Zivilbauwesen
  - Strassenbau
  - Wärme-, Gasversorgung und Ventilation
  - Wasserversorgung und -ableitung
  - Städtebau und Stadtökonomie
  - Entwurf
  - Expertise und Verwaltung von Immobilien
  - Produktion der Baumaterialien, Erzeugnisse und Konstruktionen
- Fakultät für Technologie und Computertechnologie im Maschinenbau 
  - Maschinen und Apparate der Nahrungs- und Genussmittelgewerbe
  - Maschinenbautechnologie
  - Metallbearbeitungsmaschinen und Komplexe
  - Ausrüstung und Technologie der Schweissproduktion
  - Robots und robototechnische Systeme
  - Automatisierung der Produktionsprozesse und Produktionen
  - Informationssysteme in Technik und Technologien
- Fakultät für Verkehrssysteme 
  - Flugzeug- und Hubschrauberbau
  - Betrieb von Flugapparaten
  - Förder-, Bau- und Strassenbaumaschinen und Ausrüstung
  - Service und Betrieb von Förder- und technologischen Maschinen und Ausrüstung (Kraftverkehr)
  - Kraftfahrzeuge und Verkehrswirtschaft
  - Beförderungsgestaltung
  - Gestaltung und Sicherheit des Verkehrs
- Chemisch-metallurgische Fakultät 
  - Buntmetallindustrie
  - Aufbereitung
  - Automatisierung technologischer Prozesse und Produktionen
  - Umweltschutz und rationelle Ausnutzung der Naturschätze
  - Technologie der Gärungsproduktion und Weinkunde
  - Technologie von Süß-, Back- und Teigwaren
  - Chemische Technologie organischer Stoffe
  - Chemische Technologie von Naturenergieträgern und Kohlenstoffen
- Energetische Fakultät 
  - Kraftwerke
  - Stromversorgung der Industriebetriebe
  - Wärmekraftwerke
  - Industrielle Wärmeenergetik
  - Elektroisolations-, Kabel- und Kondensatorentechnik
  - Elektrischer Verkehr
  - Elektrischer Antrieb und Automatisierung industrieller Anlagen und technologischer Komplexe
  - Hochfrequenztechnik